# Ókori görög kertek
Az ókori görög kertek közé elsősorban olyan kertformákat sorolhatunk, amik jelentősége a későbbi korokban nőtt meg, pl. a reneszánsz kert vagy a barokk kert esetén.
A görög lakóházak felépítésére jellemző volt a támadások elleni védekezésre alkalmas, teljesen zárt négyszög alak. Csak egyetlen bejárattal rendelkezett, mely a középen fekvő, védett helyzetű, felülről megvilágított átriumba vezetett. A lakó-és raktárhelyiségek a belső oszlopos körfolyosóról, azaz a perisztülionről nyíltak. A perisztülion oszlopfői kerek kiképzésűek voltak. Kút a belső udvaron található.
Általában ott építkeztek, ahol vízkinyerésre volt mód.
A belső udvart nem ültették be növényekkel, csak egy-két gyors növekedésű, árnyat adó fafaj jelenik meg:
- dodonai tölgy (Quercus dodonea)
- kocsányos tölgy (Quercus robur)
- szilfa (Ulmus minor és Ulmus major)

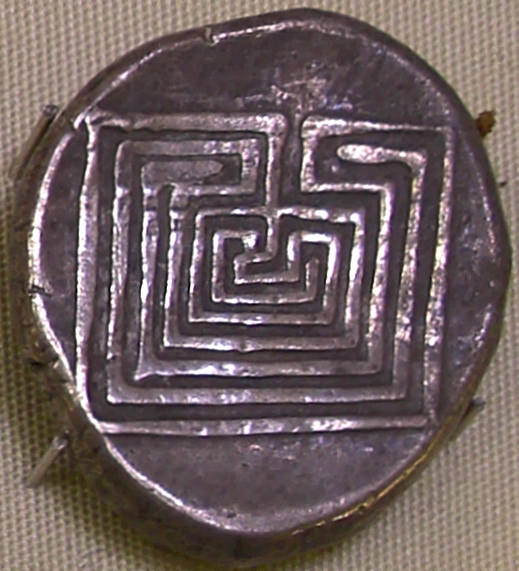
Labirintust ábrázoló görög pénzérme Knosszoszból

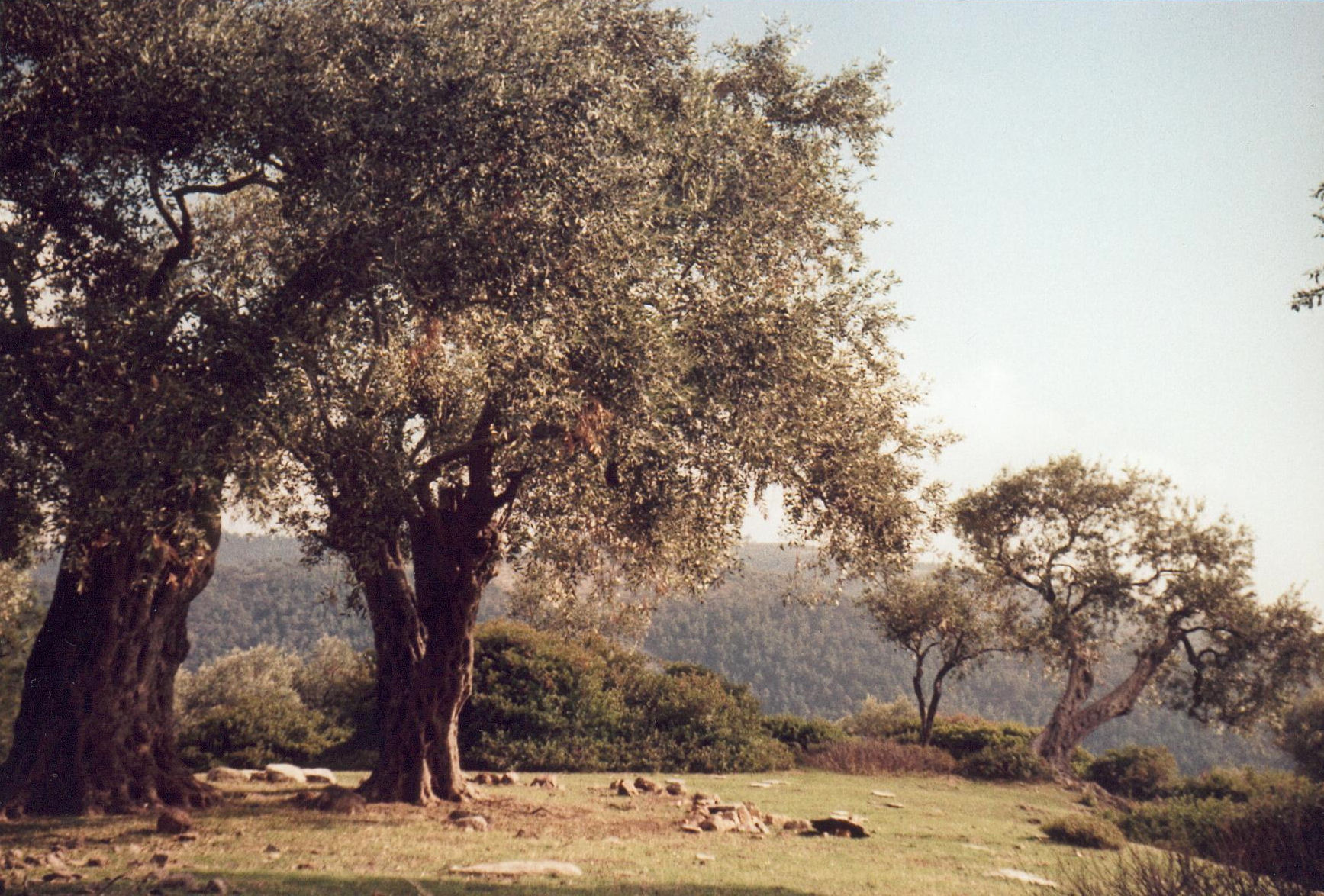
Olajfák

- olajfa (Olea europea)

## Görög kertek, görög kertépítészet formái

### Szent ligetek
Általában a város szélén, valamely nagyobb fa/fák körül létesültek, alattuk nyílt pici áldozati oltárral. Terület kiválasztása ott történt, ahol 1-2 koros fa már megtalálható volt és viszonylag jó minőségű a terület. A koros fák alá áldozati szenthelyek, szentélyek kialakítása jellemző, ami egyszerű oltár.
Az első áldozás után fasorok vagy árnyat adó sétautak kerültek létesítésre. Felhasznált fajok szilfa (Ulmus sp.), olajfa (Olea europea) és tölgyfajok (Quercus spp.)
Ezeken a sétautakon vitatkozva, sétálva tanultak pedagógusaiktól a diákok. 
Sportpályák kialakítására is sor került: futó-, ugró és fogathajtó, valamint a test és a lélek megtisztulására medence is épülhetett.

### Labirintus
Leghíresebb a knósszoszi palota alatt létesült.
Jellemző a későbbi (reneszánsz, barokk) kerteknél, ahol azt magas sövénnyel alakították ki, így az a kert egy meghatározó dísze lett.
Felhasznált növények: liliom, rózsa, nőszirom.

### Gümnaszion
A gümnaszionok szent ligetek továbbfejlesztett változatai ahol az áldozati oltárok már épületekben elhelyezettek. A fasorok mellett szórt beültetéssel örökzöld növények elhelyezésére is sor került.
Növényei: balkáni babérmeggy (Laurocerassus officinalis), leander (Nerium oleander), gránátalma (Punica granatum) 
Gümnaszionok létesítői, filozófusai: Szókratész, Platón (leghíresebb magánkertje neki volt), Arisztotelész, Nagy Sándor tanítója:
„Az ember számára csak egyetlen igazi csapás van, az ha érzi, hogy hibát követ el és van mit a szemére vetnie magamagának!”
Jól kialakított sportpályái voltak, amik az olimpiai játékok által meghatározott méretűek.

### Akadémia
A mai értelmezés szerint: művészeti vagy tudományos társaság, valamely ország legmagasabb rangú tudományos intézete.
Az első akadémiát Akadémosz félisten tiszteletére alakították ki, ez a város szélén létesült.
Részei: szentélyek, korinthoszi oszlopokkal, a timpanonban a relief a tudományt képviselő isteneket ábrázolta. A tanítást már épületekben is folyt, ami átriumos kiképzésű. Vízmedencéje kiépített, növényei a gümnaszionéhoz hasonló.

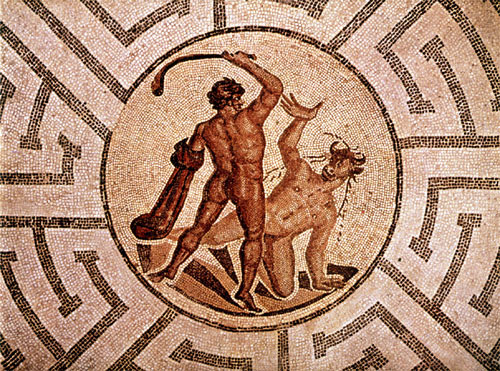
Labirintust ábrázoló római kori mozaik
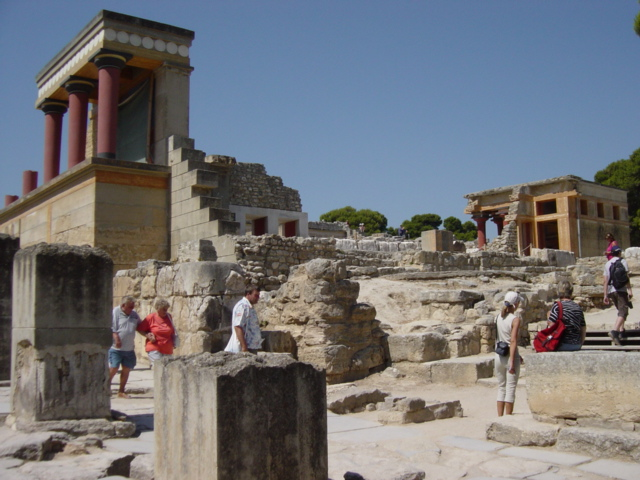
Knosszosz romjai
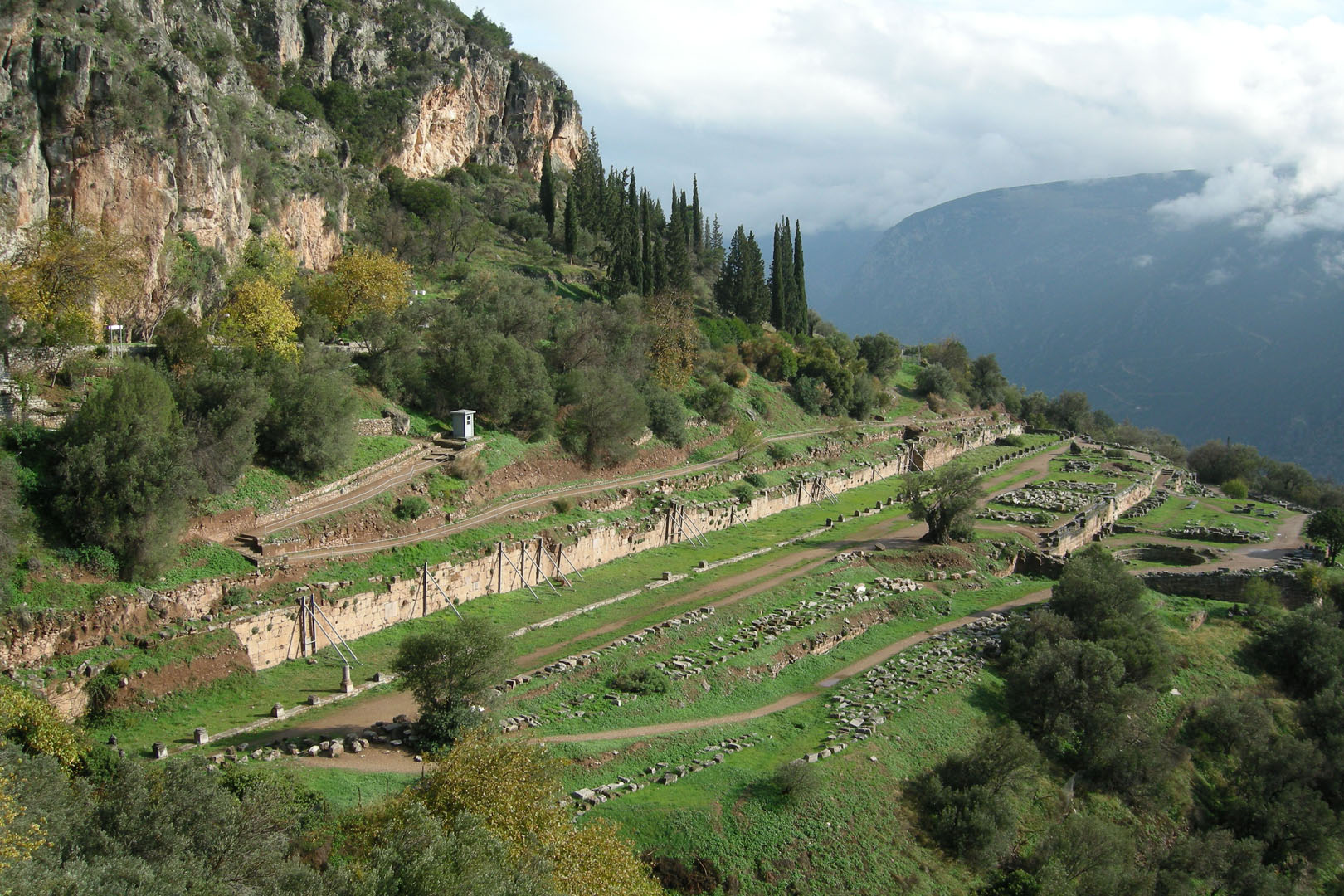
Ókori gimnázium romjai Delphi mellett
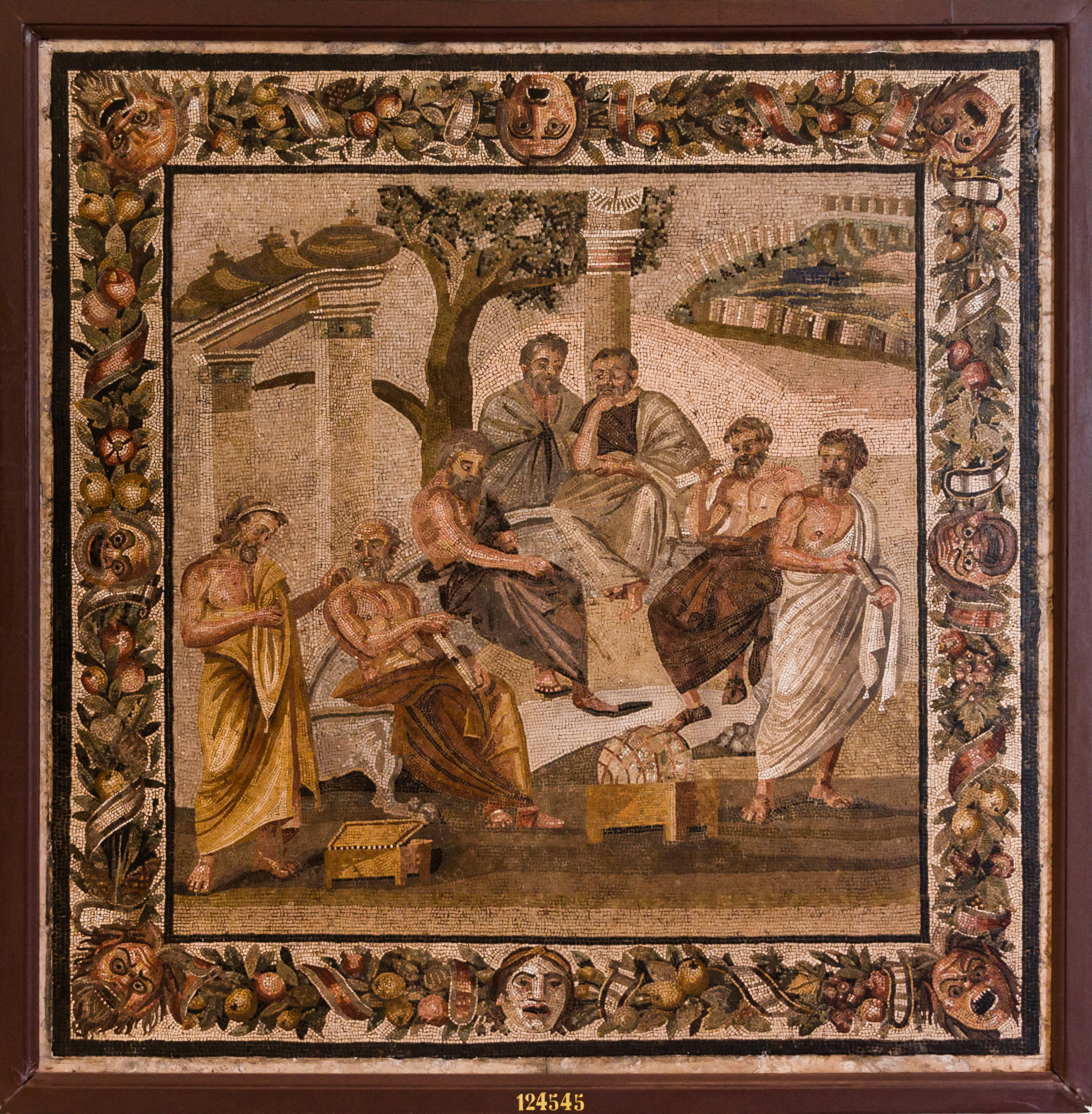
Ókori Akadémia mozaik -Pompeii
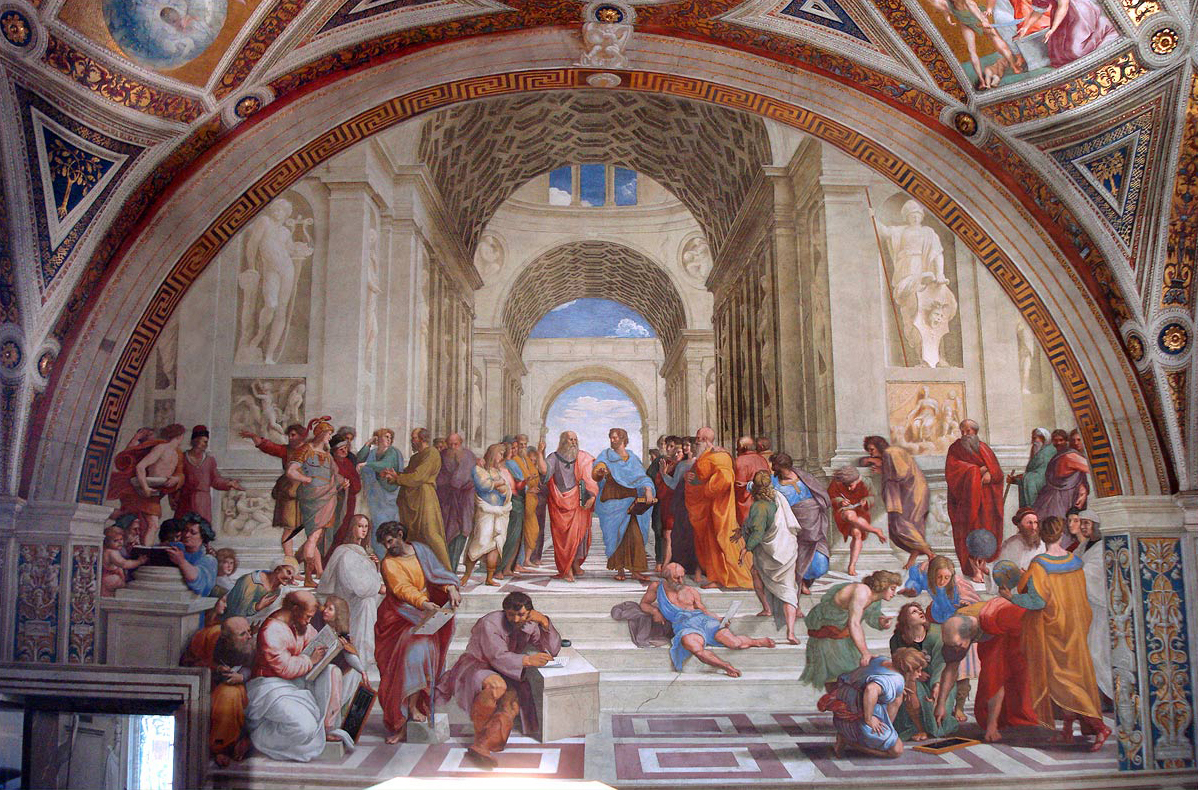
Rafaello:Athéni iskola
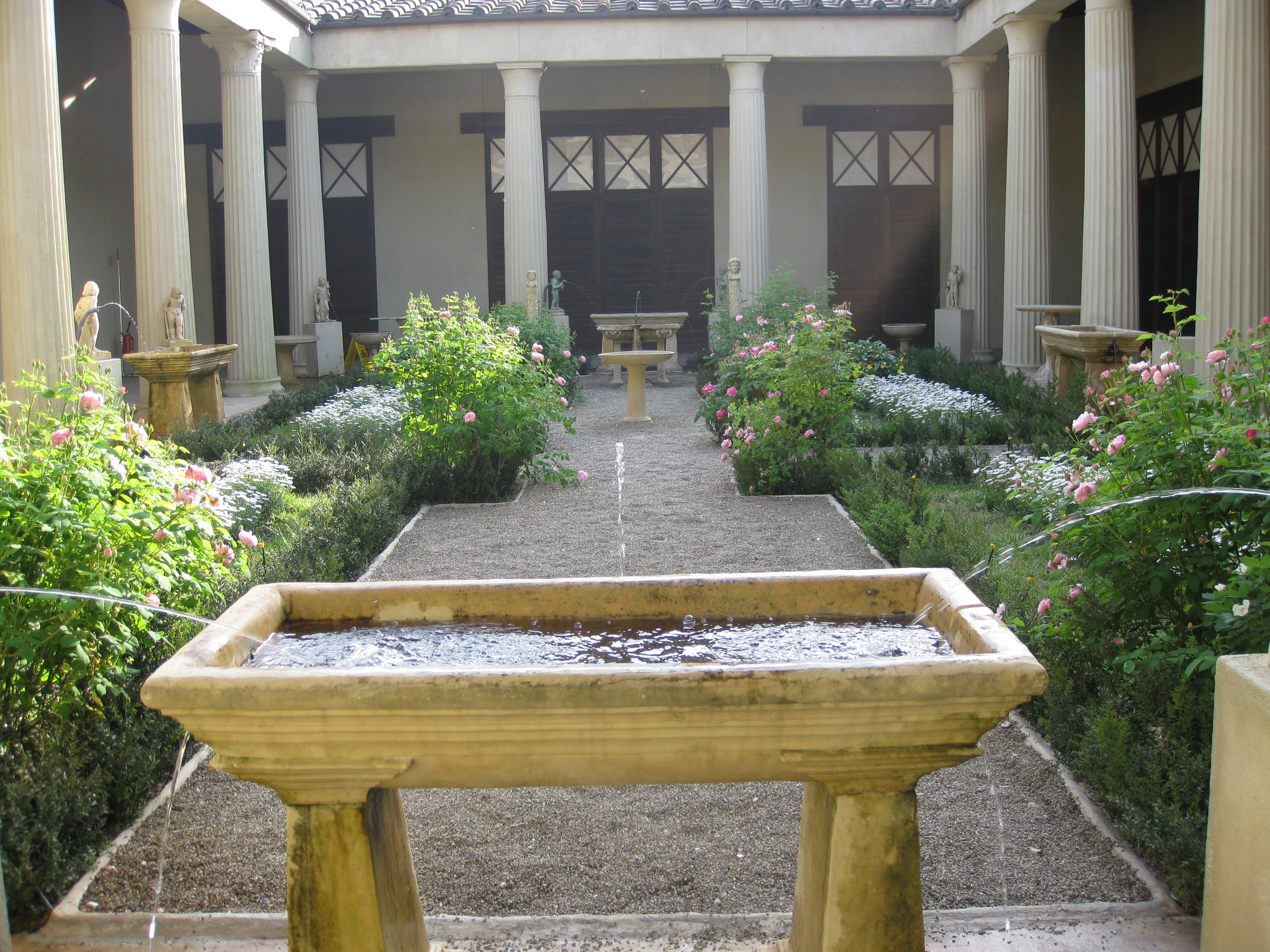
Átrium egy pompeii házban
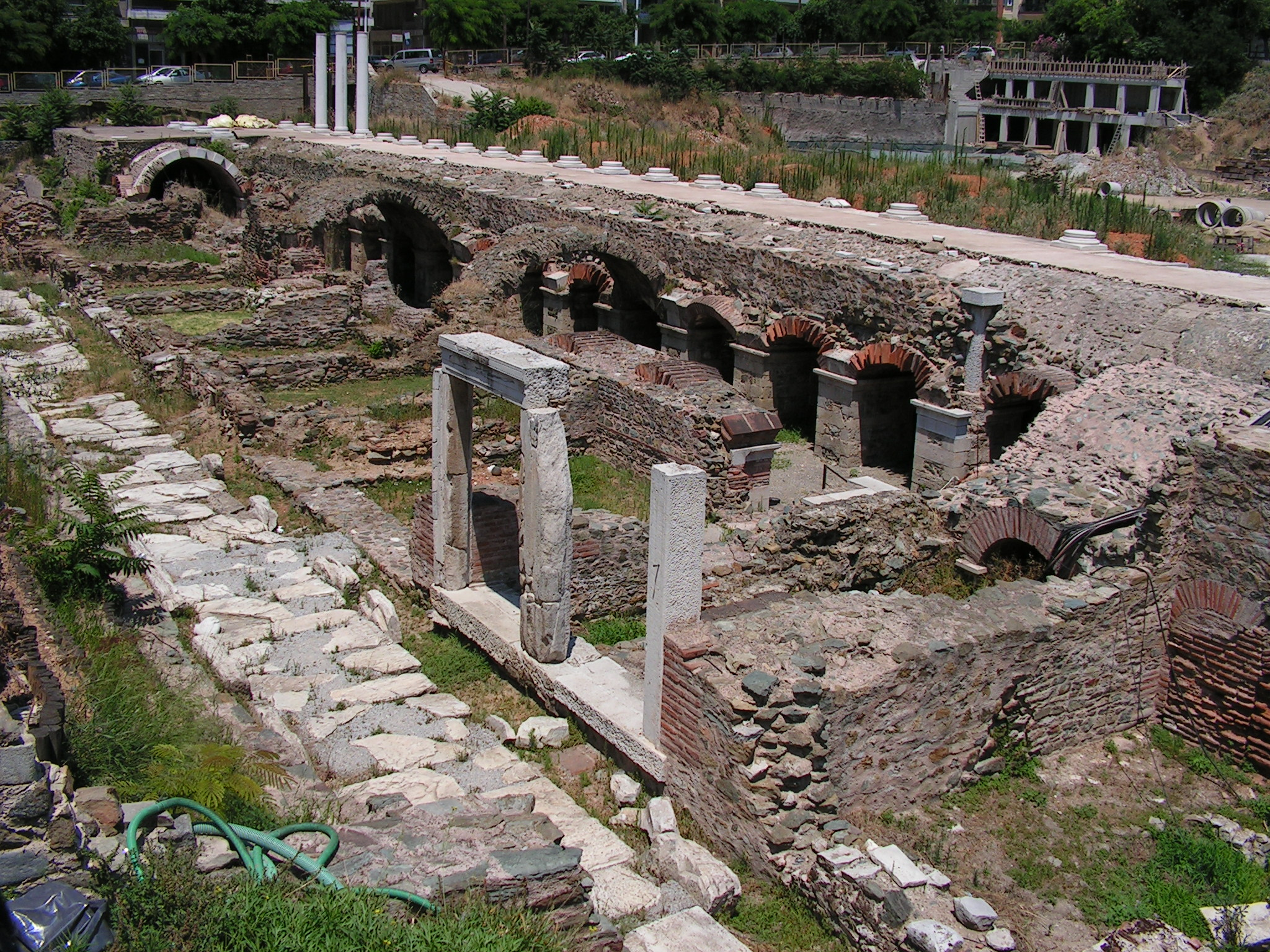
Ókori agóra romjai-Thesszaloniki

### Agora
Az agora város középpontjában létesült, piactér és szentélykörzet volt, ahol a népgyűléseket is tartották. jellemző rá a szabályos négyszög alak, valamint az, hogy több irányból viszonylag egyenes utakkal megközelíthető.
A piac perisztülionos körfolyosókkal volt övezve, ami mellé gyorsan növő és nagy lombot adó fafajok kerültek. Az agora északi irányba néző jobb sarkába egy gránátalmafa került.

### Adonisz-kertek
Ezeket Adonisz tiszteletére létesítették, ami a cserepes dísznövény termesztés megalapítása is, hiszen törött cserepekbe gyorsan fejlődő rövid élettartalmú növényeket ültettek.

### Nimfák barlangja
Általában a hegyoldalba létesült, ahol valamilyen víz csordogált, és ott a hegy lábához ért.
Ismertebb nimfák: Ekhó-visszhang, Calipso-mindent látó és halló nímfa volt.
Ezeknek a barlangoknak a barokk kertkeben van jelentősége, ahol újra  megjelenik.
A görög kertek saját korukban kevésbé voltak jelentősek, de a későbbi korok kertjeinek sok részletét ezekből a kertformákból alakították ki.
Több kertépítészeti formát, mint pld. a Labirintus, vagy a Nimfák-barlangja, előszeretettel alkalmazták a reneszánsz kert illetve barokk kerteknél.
Jellemző módon, ezekben a kertekben a szökőkutakon is a görög mitológia alakjai köszönnek vissza.
A görögök a növényeket és annak szeretetét a perzsáktól tanulták, de Európa a görögöknek köszönheti a növények szeretetét és a harmónia megismerését.

## Ókori görög kertformák későbbi alkalmazásai

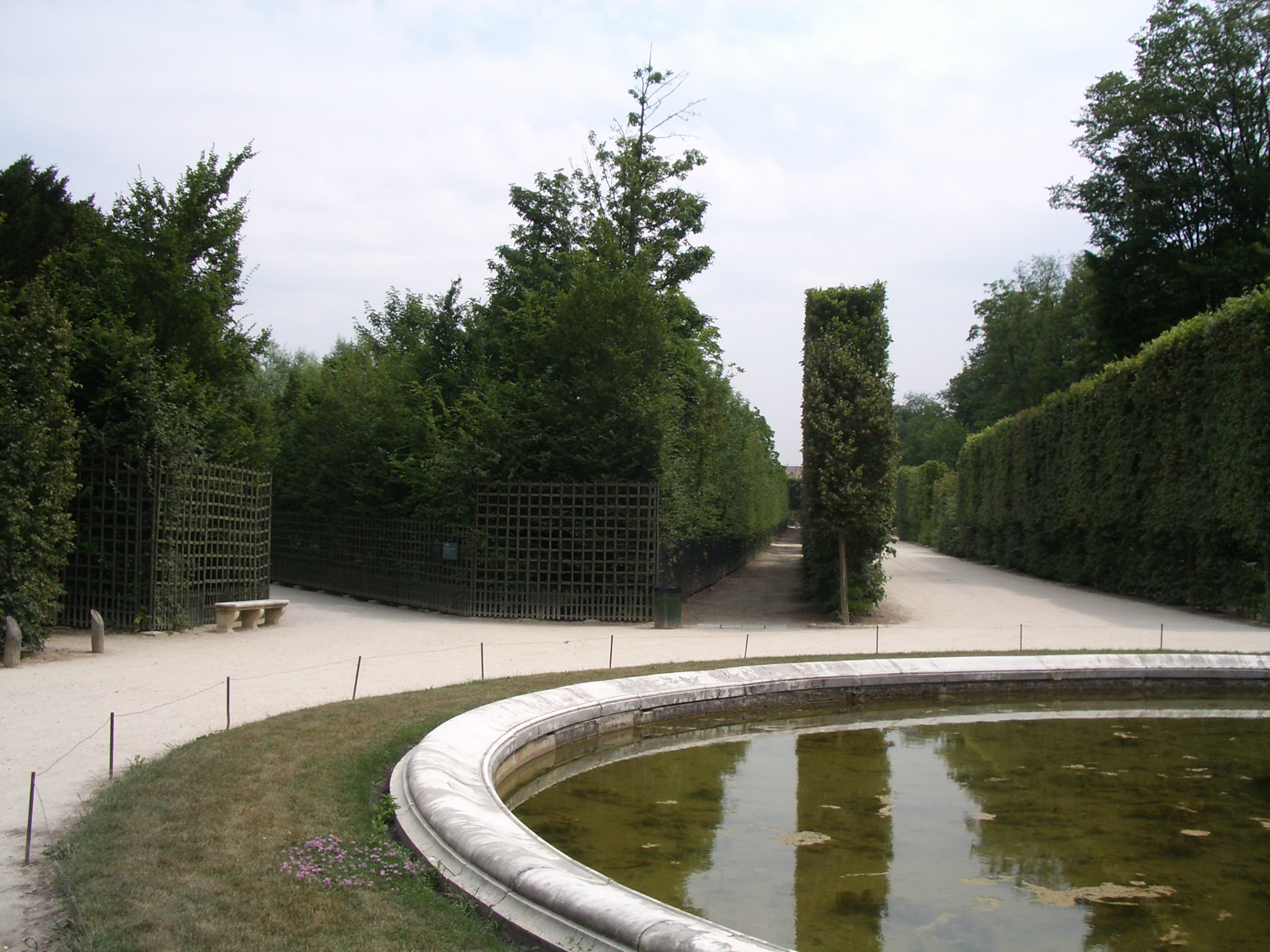
Labirintus részlet-Versailles
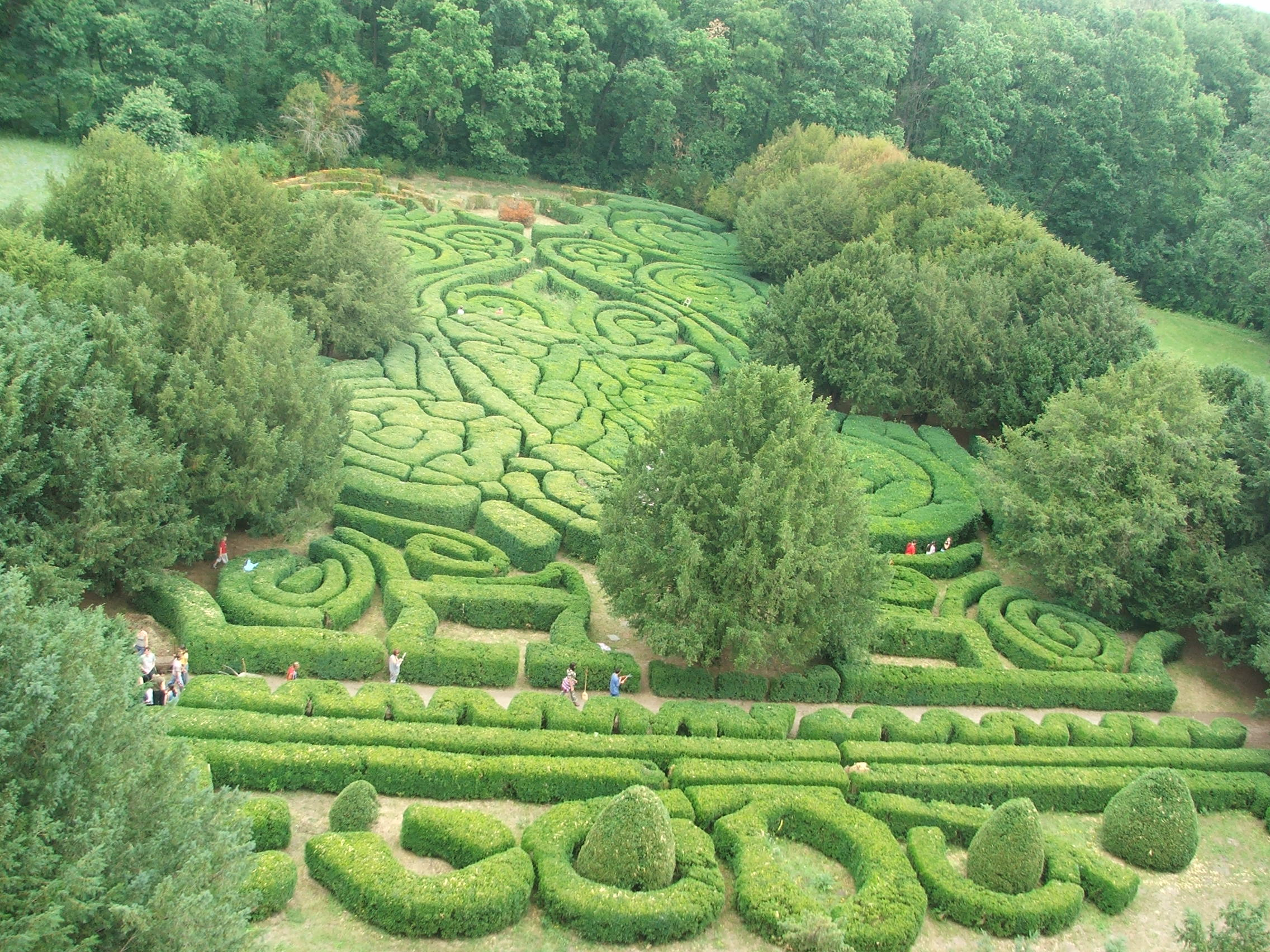
Sövényből készült labirintus-Tiszadob, Andrássy-kastély
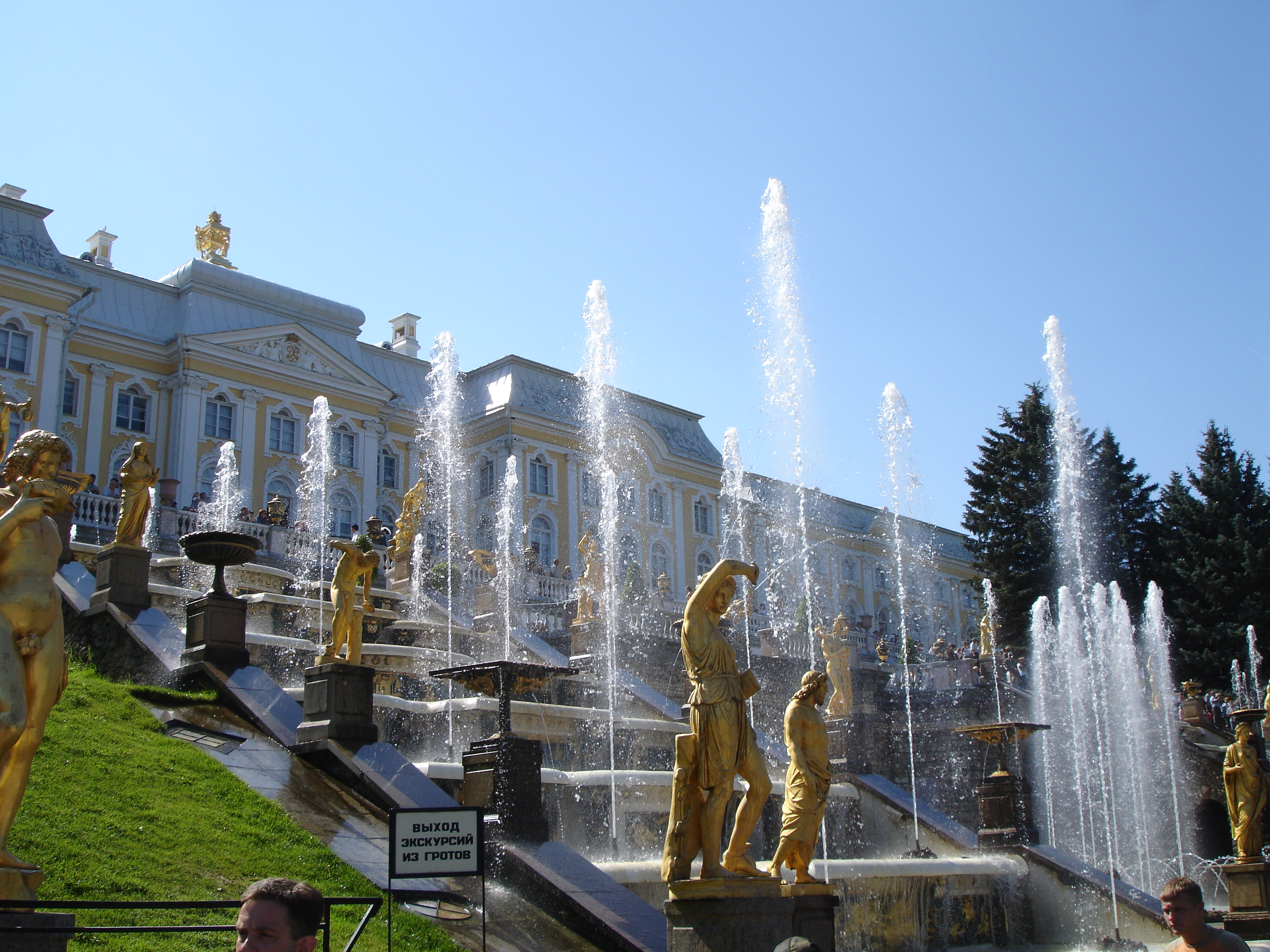
Peterhof mitológiai szobrokkal díszített szökőkútjai-Oroszország

## Megjegyzés
Kertész: Dioliosz, ha meg voltak vele elégedve akkor dioli, ha nem akkor dio-nak hívták őket, illetve dioliosz-nak ha elbocsátani akarták.[forrás?]